# 사르핫 라쉬도바
사르핫 이브라기모브나 라쉬도바(찰스러시아어: Сархат Ибрагимовна Рашидова 아제르바이잔어: ərhət İbrahim qızı Rəşidova); 1875년(추정)~2017년 1월 16일)는 러시아 다게스탄 공화국에 사는 아제르바이잔인으로 비공식적으로 세계에서 가장 오래산 사람 중 한명으로 알려진 러시아 출신의 여성이다.

다게스탄 정부에서 발급한 여권에 따르면 그녀는 1875년생이며 소련이 붕괴되고 러시아 연방으로 승계될 당시 여권 재발급을 할 때 그녀의 나이가 알려지면서 세계적으로 주목을 받게 되었다. 같은 지역 출신으로 세계적으로 유명한 초장수인으로 169세에 별세한 en:Shirali Muslimov라는 인물이 있다.